# Галла (креольский язык)
Галла, или морской креольский английский (Geechee, Gullah, Sea Island Creole English) — креольский язык, на котором говорит народ галла, проживающие в прибрежном регионе юго-восточных штатов Северная Каролина, Южная Каролина, Джорджия, на северо-востоке Флорида в США. Также известно о диалекте на острове Багамы. Также себя называют «гичи» в рамках сообщества. Ныне примерно 350 человек используют язык в обиходе.
Язык галла является креольским языком на английской основе под сильным влиянием языков Западной и Центральной Африки, таких как акан, бамбара, вай, волоф, игбо, йоруба, кимбунду, конго, мандинка, менде, умбунду, фула, хауса и эве.